# North Shields
North Shields is een plaats en stad in het bestuurlijke gebied North Tyneside, in het Engelse graafschap Tyne and Wear. In 2001 telde de plaats 10.652 inwoners. North Shields ligt in het district North Tyneside, op de noordelijke oever van de Tyne, en is de tegenhanger van het grotere South Shields aan de overkant. De stad ligt 8 km ten oosten van Newcastle upon Tyne. Het bekendste stadsgezicht van North Shields zijn de twee vuurtorens op de kaai, High Light en Low Light genoemd.

## Geschiedenis

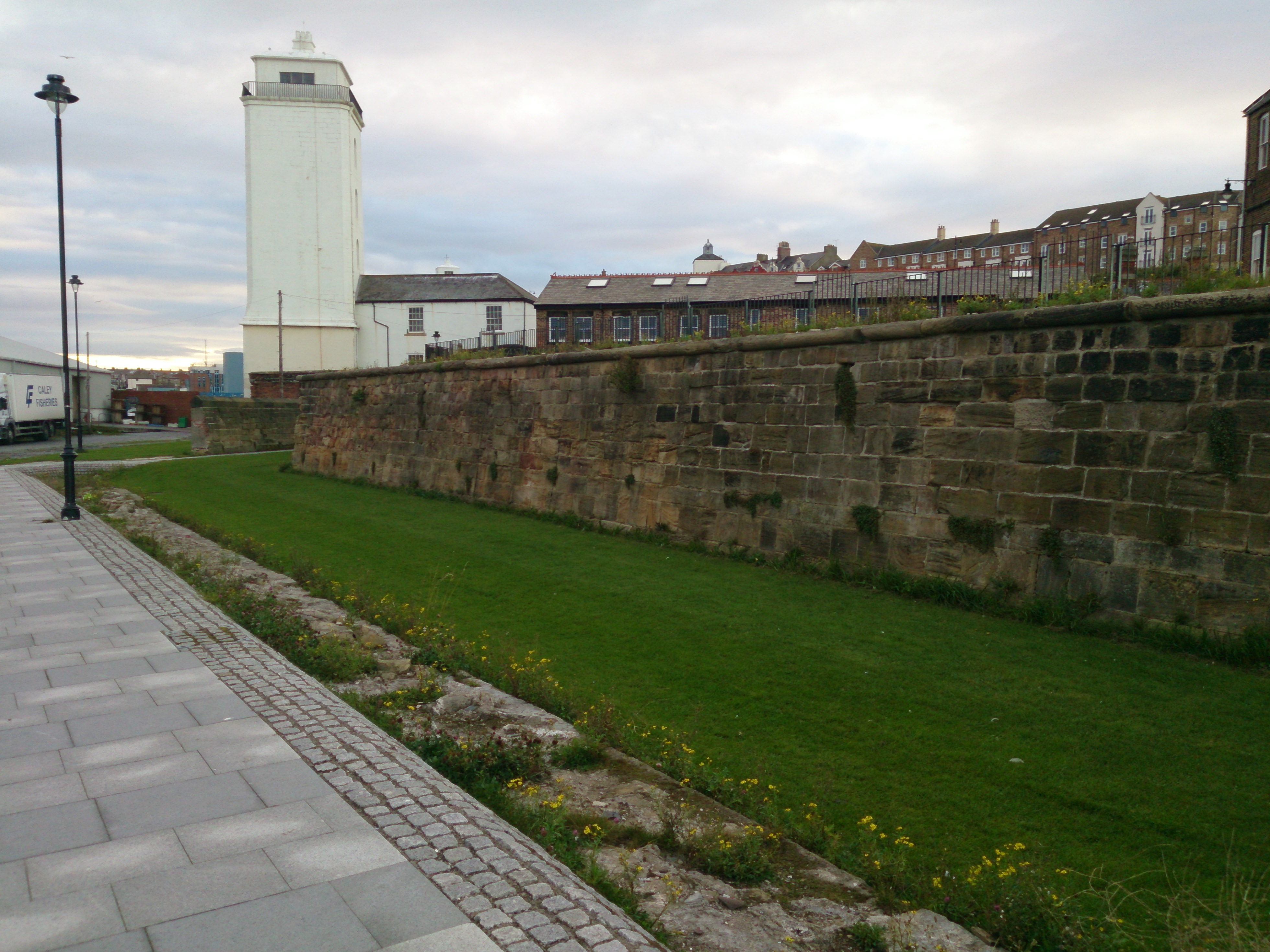
Resten van Clifford’s Fort, met de vuurtoren Low Light

North Shields was van oudsher een haven. Het stadje werd in 1225 gesticht door de priorij van Tynemouth. Die wilde vrije toegang tot de Noordzee hebben zonder van de burgers van Newcastle afhankelijk te hoeven zijn. De naam ‘Shields’ is afkomstig van ‘shielings’: dit zijn eenvoudige hutten die als schuilplaats voor vissers of herders dienen. De inkomsten uit visvangst waren belangrijk voor Newcastle. In 1290 diende de stad een petitie in bij Koning Edward I om de priorij te verbieden nog langer via North Shields aan vis te geraken, hetgeen de vorst inwilligde. Tegen die tijd telde het stadje ongeveer duizend inwoners.
In weerwil van de tegenwerking door Newcastle upon Tyne bleef North Shields zich verder ontwikkelen en exporteerde vis en zout, dat in lokaal geproduceerde zoutpannen werd vervaardigd. De aanwezigheid van steenkool in het gebied bood eveneens kansen voor economische bloei, ondanks het verzet van de lokale gilde voor steenkool in Newcastle, de zogeheten Hostmen. Newcastle trachtte te beletten dat schepen in North Shields aanmeerden om kolen op te halen of om bevoorraad te worden. Een brouwer genaamd Ralph Gardner weigerde in 1653 hieraan toe te geven en voorzag schepen van bier, waarna hij gearresteerd werd en zijn beklag bij het parlement deed. De man geldt als een lokale volksheld.
In de 17de eeuw werd een verdedigingsfort tegen de Nederlanders gebouwd, Clifford’s Fort genaamd; hier blijven echter alleen nog fundamenten en enkele muren van over. Later speelde het fort nog een rol in de napoleontische oorlogen.
In het gehucht Chirton, dat thans in het westen van North Shields ligt, bevond zich het landhuis Chirton Hall. Dit was de residentie van Cuthbert Collingwood, viceadmiraal van de Royal Navy, die aan de zijde van Lord Nelson streed. Vanaf de 18de eeuw werd North Shields uitgebreid door de gebouwen naar een hoger terrein te verplaatsen, aangezien tot dan toe alle behuizing zich aan de laaggelegen oever van de Tyne bevond; dit had evenwel tot gevolg dat de meer bemiddelde burgerij zich in nieuwe villa’s bovenaan terugtrok, terwijl de huizen in het laaggelegen deel van de stad tot sloppenwijken verwerden. De beide vuurtorens staan reeds vermeld op een kaart uit 1655, maar werden anno 1727 herbouwd. Dockwray Square was een nieuw aangelegde wijk uit 1763; deze werd echter door de burgerij in de 19de eeuw opnieuw verlaten ten voordele van Northumberland Square. Hier bevindt zich de Sint-Columbakerk uit 1853, gebouwd door de in Noordoost-Engeland nog steeds vermaarde architect John Dobson. In 1847 werd een spoorwegstation in North Shields gebouwd, dat de stad met Newcastle verbond.

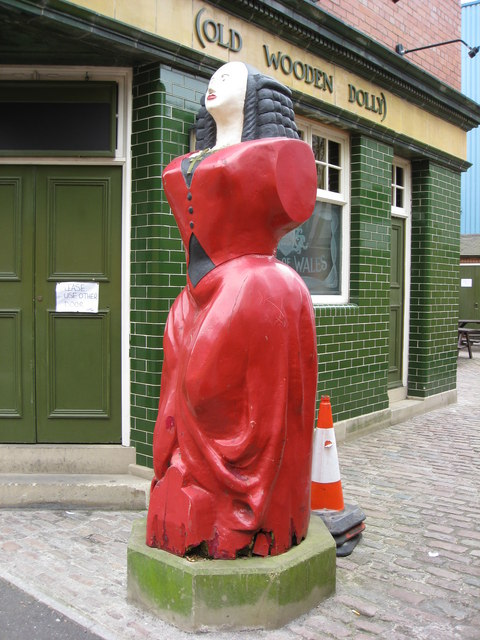
Wooden Dolly

Komiek Stan Laurel woonde in zijn jeugd enkele jaren in een huis aan Dockwray Square. Op 3 mei 1941 kwamen 107 inwoners van North Shields om het leven bij een bombardement door Nazi-Duitsland op de limonadefabriek Wilkinson; de schuilkelder bevond zich namelijk in dat gebouw.
Zoals het grootste deel van Noordoost-Engeland was ook North Shields na de teloorgang van de steenkoolindustrie aan verpaupering onderhevig. Op 9 september 1991 braken in een sociale wijk met criminaliteitsproblemen de zogeheten rellen van Meadow Well uit naar aanleiding van het overlijden van twee jonge mannen die door de politie achtervolgd werden. Sindsdien is van hogerhand geïnvesteerd in renovatiewerkzaanheden; het bouwen van vrijetijdsparken moet tevens nieuwe werkgelegenheid in North Shields scheppen.
Tot de plaatselijke folklore van North Shields behoren de Wooden Dollies: poppen die de schippers geluk moesten brengen en die in de negentiende eeuw aan openbare gebouwen werden bevestigd.

## Economie

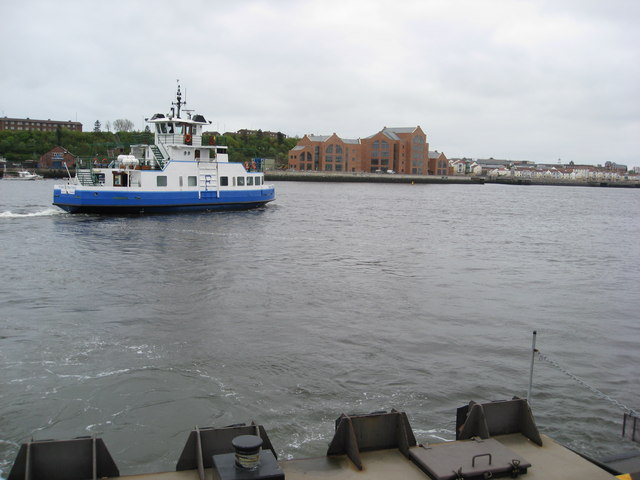
Veerboot tussen de beide Shields

Visvangst, steenkoolontginning en het bouwen van schepen waren eeuwenlang de belangrijkste inkomstenbronnen voor North Shields. Deze laatste twee zijn verdwenen. De scheepswerf Smith’s Dock, gesticht anno 1851, werd in 1909 gesloten; er werden echter nog tot de jaren 90 schepen gerepareerd. Nu worden de scheepswerven tot recreatiegebieden getransformeerd.
North Shields ligt op het noordelijke traject van de Tyne and Wear Metro, die tot Whitley Bay rijdt; behalve het centrum heeft ook Meadow Well een eigen halte. De rederij DFDS onderhield tot oktober 2006 een veerverbinding met Göteborg. DFDS exploiteert nog steeds de verbinding met IJmuiden. De Royal Quays in North Shields bezitten de enige ferryterminal van de streek; hier bestaat een verbinding met Nederland. Om het halfuur vaart een veerboot van North naar Shouth Shields over de Tyne.

## Geboren in North Shields
- Adam Campbell (1 januari 1995), voetballer
- John Dobson (1787-1865), architect
- Sam Fender (25 April 1994), singer songwriter
- Neil Tennant (10 juli 1954), zanger Pet Shop Boys
- Hilton Valentine (1943-2021), gitarist (o.a. The Animals)